# Enid Yandell
Enid Yandell (Louisville, 6 de octubre de 1869–Boston, 12 de junio de 1934) fue una escultora estadounidense, discípula de Auguste Rodin y Frederick William MacMonnies.
Yandell realizó numerosos retratos, piezas de jardín y obras pequeñas, así como monumentos públicos. La colección de escultura en el Museo de Arte Speed, en su ciudad natal, incluye un gran número de sus obras en yeso. Participó en el Edificio de la Mujer en la Exposición Mundial Colombina de Chicago de 1893.

## Trayectoria

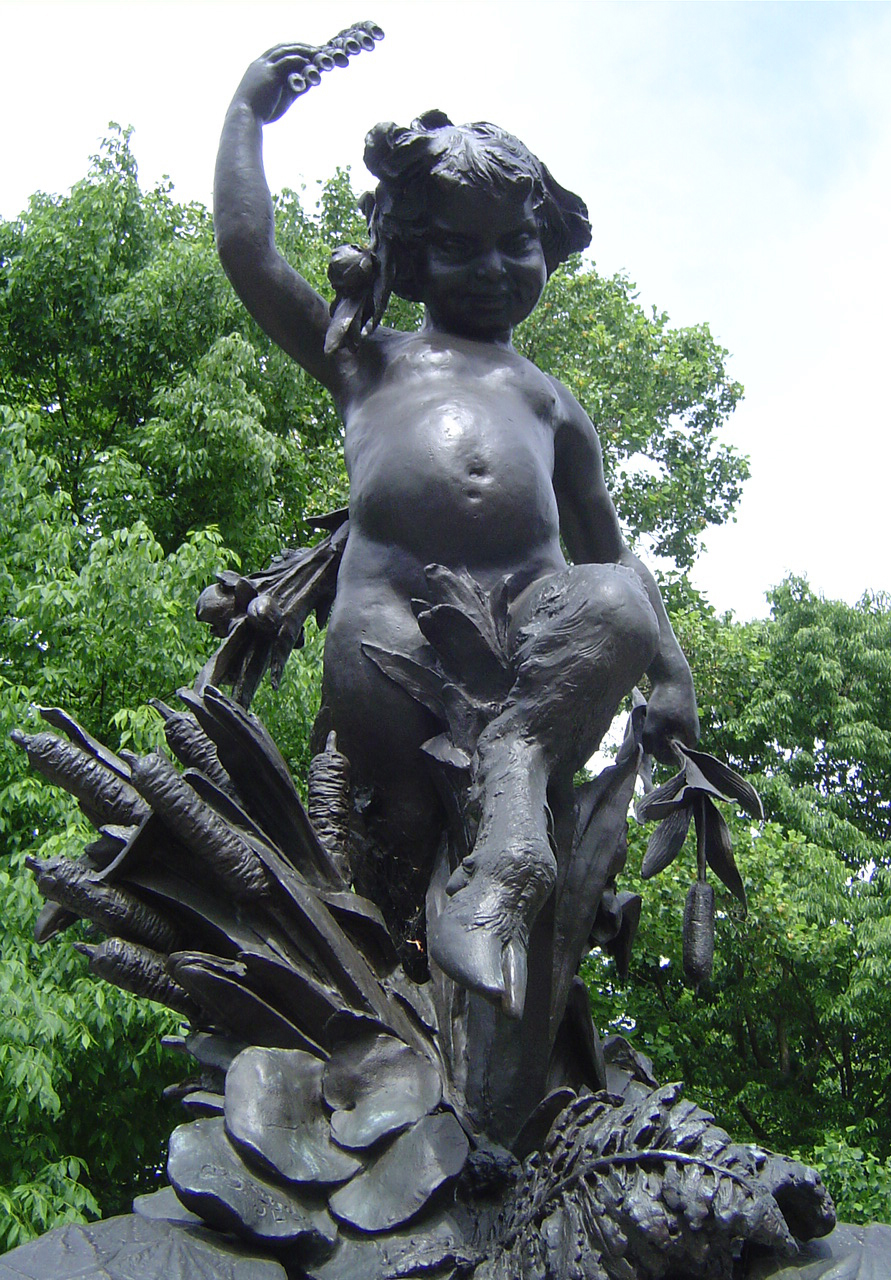
Estatua de Pan, detalle de la Fuente Hogan (1905) en elParque Cherokee en Louisville

### Familia y primera formación
Yandell era la hija mayor del Dr. Lunsford Pitts Yandell, Jr., y Louise Elliston Yandell de Louisville, Kentucky. Su hermana Maud Yandell (1871-1962) no se casó; Elsie Yandell (1874-1939) se casó con el arquitecto estadounidense Donn Barber y se mudó a Nueva York; y su hermano menor, Lunsford P. Yandell III (1878-1927) se casó con Elizabeth Hosford de Connecticut y vivió en Kentucky. 
Yandell completó sus estudios de grado en química y en arte en Hampton College en Louisville. Tras ello, amplio sus estudios en la Academia de Arte de Cincinnati, donde completó un programa de cuatro años en dos años, ganando una medalla de primer premio al graduarse en 1889. Yandell también realizó prácticas con algunos de los principales escultores del momento, como Lorado Taft, Philip Martiny y Karl Bitter.

### Madurez artística
Yandell era una de las integrantes del grupo de mujeres escultoras conocidas como White Rabbits, organizado por el escultor Lorado Taft para completar las numerosas estatuas y adornos arquitectónicos del Edificio de la Horticultura de la Exposición Mundial Colombina de Chicago de 1893. También diseñó y talló la cariátide que aguantaba el jardín de la azotea de The Woman's Builiding. Yandell coescribió un relato casi autobiográfico de su participación en la planificación de la feria, Tres Chicas en un piso (Three Girls in a Flat) (1892).
En 1894, Yandell viajó a París, donde estudió con Frederick William MacMonnies y otros profesores en la Academia Vitti en Montparnasse. Yandell también trabajó con Auguste Rodin. Volvió a París con frecuencia, donde mantuvo un estudio y realizó exposiciones en el Salón de París.
En 1898 Yandell se convirtió en la primera mujer en convertirse en miembro de la Sociedad Nacional de Escultura de Estados Unidos. En 1899 su hermana Elsie se casó con el arquitecto Donn Barber. 
Además de su trabajo como artista, Yandell se implicó en obras sociales. Contribuyó a la formación de nuevos artistas fundando en 1908 la Escuela Branstock en Edgartown en Martha's Vineyard, Massachusetts. La escuela de arte funcionó durante los veranos hasta su muerte en 1934. Yandell también trabajó con Appui Aux Artistes, una organización que ofrecía menús económicos para los artistas y sus familias.
Yandell fue una activa partidaria del sufragio femenino, ofreciendo sus obras en exposiciones para la recaudación  de fondos. También hizo campaña por Calvin Coolidge en Massachusetts, cuando este se postuló para un puesto público, a través de una plataforma pro-sufragio de la mujer en 1900.
Durante la Primera Guerra Mundial, colaboró con la Cruz Roja y con una organización francesa para el cuidado de los huérfanos de la guerra, La Société des Orphelins de la Guerre. Después de regresar a los Estados Unidos, trabajó como directora de la Oficina de Comunicaciones de la Cruz Roja Americana en Nueva York y como presidente de la Comisión de la Mujer para el Consejo de Defensa Nacional. 
Yandell murió en Boston el 12 de junio de 1934. Fue enterrada en Louisville en el Cementerio de Cave Hill con su familia y junto a su hermana Maud.

## Obras

### Escultura de Daniel Boone

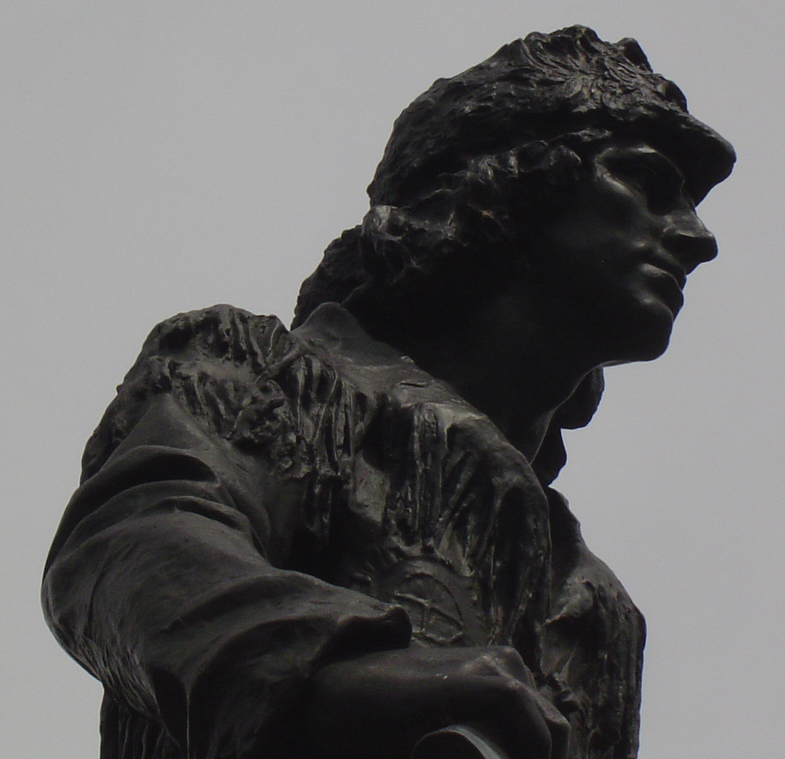
Estatua de Daniel Boone (detalle), al pie de Eastern Parkway en Louisville

Entre las esculturas realizadas por Yandell se incluye una estatua de casi tres metros de Daniel Boone. La escultura de Daniel Boone fue encargada por el Filson Club de Louisville. Yandell realizó un molde de yeso que fue exhibido en varias exposiciones hasta que C. C. Bickel finalmente consiguió su fundición en bronce para la ciudad de Louisville, en 1906. La escultura de Daniel Boone sobrevivió a la super racha de tornados del 3 de abril de 1974 y se encuentra actualmente en el Parque Cherokee, en Louisville, Kentucky. Se hizo una segunda fundición de esta misma estatua de Boone en 1967 y se colocó en el campus de la Eastern Kentucky University en Richmond, Kentucky.

### Exposición Internacional y Centenario de Tennessee

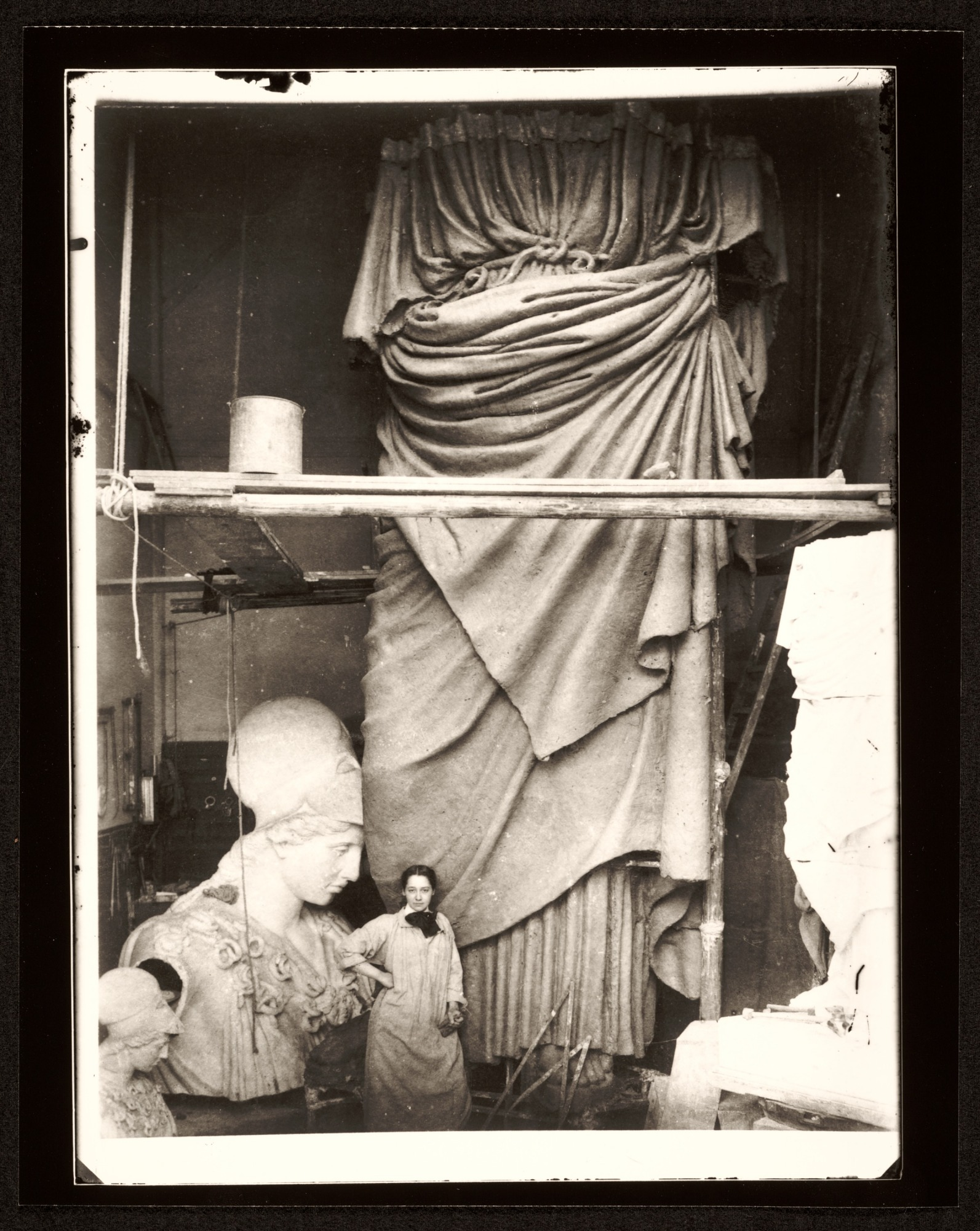
Yandell con su Pallas Atenea, 1896

A la edad de 27, Yandell fue encargada de realizar una escultura monumental de Palas Atenea para la Exposición Internacional y Centenario de Tennessee de 1897. La escultura griega estaba en consonancia con el apodo dado a Nashville como "La Atenas del Sur".
Yandell creó la estatua en su estudio en París. Basó el diseño en la Atenea de Velletri, encontrada cerca de Roma (Italia), en el siglo XVIII, y que a su vez era una copia de una estatua griega antigua. En ella se representa a Atenea con un brazo levantado victorioso y el otro brazo con la palma hacia arriba en un gesto de bienvenida. La escultura de 12 metros fue enviada en piezas a Nashville por barco. La estatua fue montada en Nashville y se situó delante del Edificio de las Bellas Artes de la Exposición, que fue construido como una réplica a tamaño real del Partenón de Atenas.
Como otras estatuas de la exposición, la Atenea de Yandell se hizo de escayola. La escultura nunca fue fundida en bronce y en un año acabó rota en pedazos. El Partenón de Nashville fue reconstruido con materiales permanente materiales y aun hoy sigue en pie. Una estatua de Atenea completamente distinta, realizada por Alan LeQuire y presentada en 1990, se encuentra actualmente en el interior del Partenón de Nashville.

### El Banco de los Ciclistas (The Wheelmen's Bench)
El Banco de los Ciclistas es otra de las esculturas destacables de Yandell. Se encuentra también en Louisville, en la intersección de la Calle Tercera y Southern Parkway. La escultura fue parte de un acto cívico de la década de 1890 en el que se inauguró un nuevo carril para bicicleta desde el centro de Louisville al Parque Iroqués (Iroquois Park). Un letrero histórico anteriormente ubicado allí señala:
Erigido en 1897 por la División de Kentecky de la Liga de Ciclistas Estadounidenses para honrar al pionero del ciclismo pionero A. D. Ruff (1827-96) de Owingsville, Kentucky, el miembro más antiguo de La Liga, que montó en bicicleta hasta el parque nacional de Yellowstone, en 1893. Fuente de mármol y banco de piedra, conocido durante generaciones de ciclistas como "El Banco de los Ciclistas", fue diseñado por la célebre escultora Yandell.
Carrera de Carnaval, 1897 – el 8 de octubre de 1897, un desfile de 10.000 ciclistas pasó por aquí para celebrar un nuevo carril para bicicletas a lo largo de Southern Parkway. Visto por 50.000 espectadores, el desfile comenzó en la Tercera y Broadway y terminó en la de los Iroqueses Club Ciclista Iroqués (Iroquois Cycle Club). Muchos participantes iban vestidos con ropa de ciclista; las señoras llevaban bombachos. Los clarines y el fuego de cañón acompañaron el recorrido. Presentado por The Louisville Bicycle Club – 1997.

### La lucha por la vida (Struggle of Life)

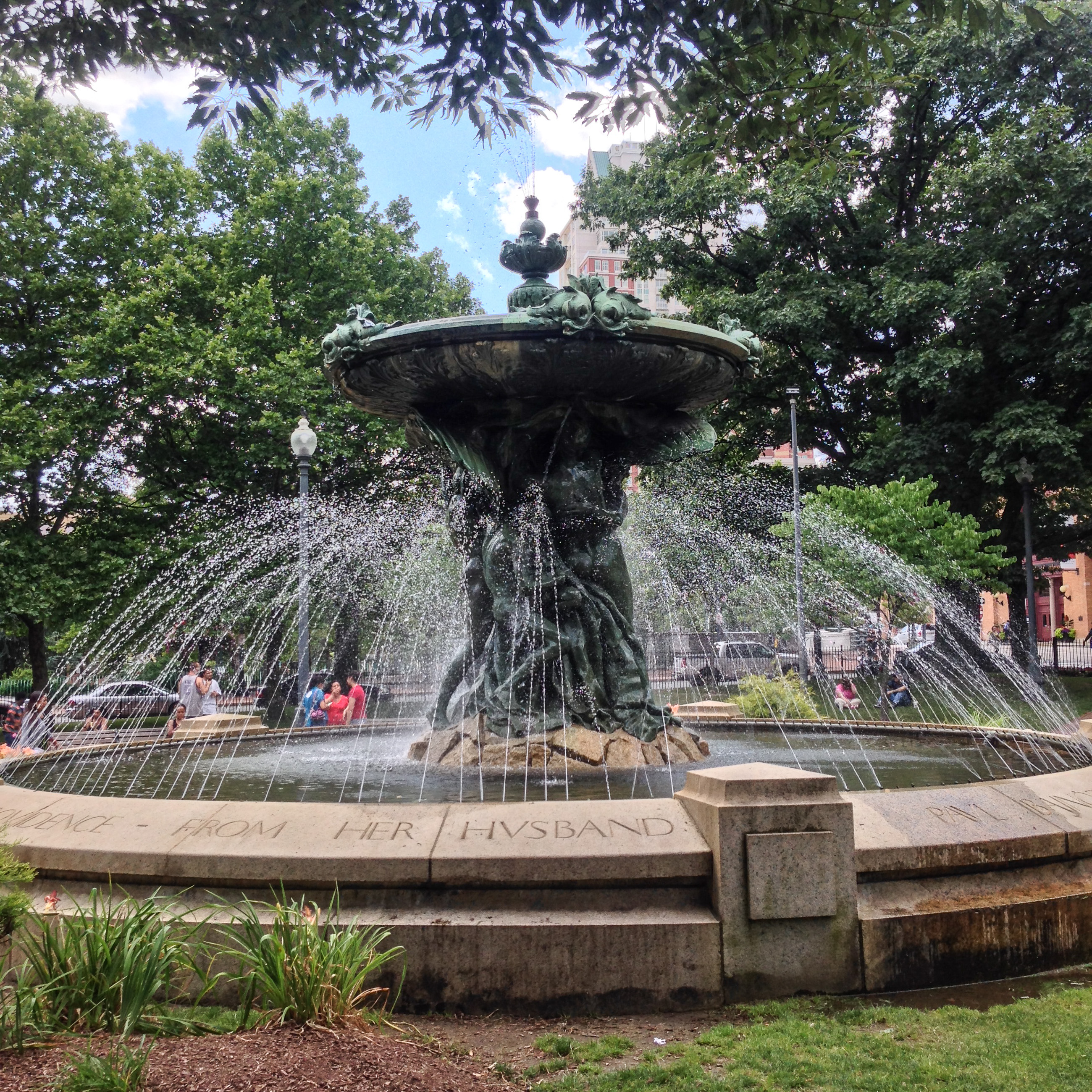
Fuente Bajnotti, dn el Parque Burnside de Providence

La escultura de Yandell conocida como la "Lucha por la vida" fue encargada por el diplomático italiano Pablo Bajnotti, de Turín, en memoria de su esposa Carrie Brown. La Carrie Brown Memorial, también conocida como Fuente Bajnotti, fue inaugurada en 1899 y está situado en el Parque Burnside en el centro de Providence. Yandell describió la escultura como la representación de "el intento de la inmortalidad del alma dentro de nosotros para liberarse de los obstáculos y las trampas de la tierra."

### Ninigret
Yandell realizó una escultura de Ninigret, un sachem del siglo XVII de la tribu de los Niantic orientales, que fue erigida en 1914, en la ciudad costera de Watch Hill. La escultura fue encargada por Frances Canby Griscom (Biddle) en memoria de su esposo Clement Acton Griscom, un magnate naviero del siglo XIX. Ninigret es retratado con un pez en cada mano. La escultura fue originalmente parte de una fuente de agua para los caballos de la aldea: el agua brotaba de la boca de los peces en una pila.

La estatua fue trasladada varias veces. Durante la década de 1950 fue pintada de dorado y se puso frente a la biblioteca. En 2016, la estatua fue trasladada al extremo norte de Village Park, en Bay Street, Watch Hill, frente al puerto. La fuente fue restaurada, colocándose una bomba nueva y tras 65 años el agua vuelve a salir de la boca de los dos peces, sostenidos por el jefe indio.

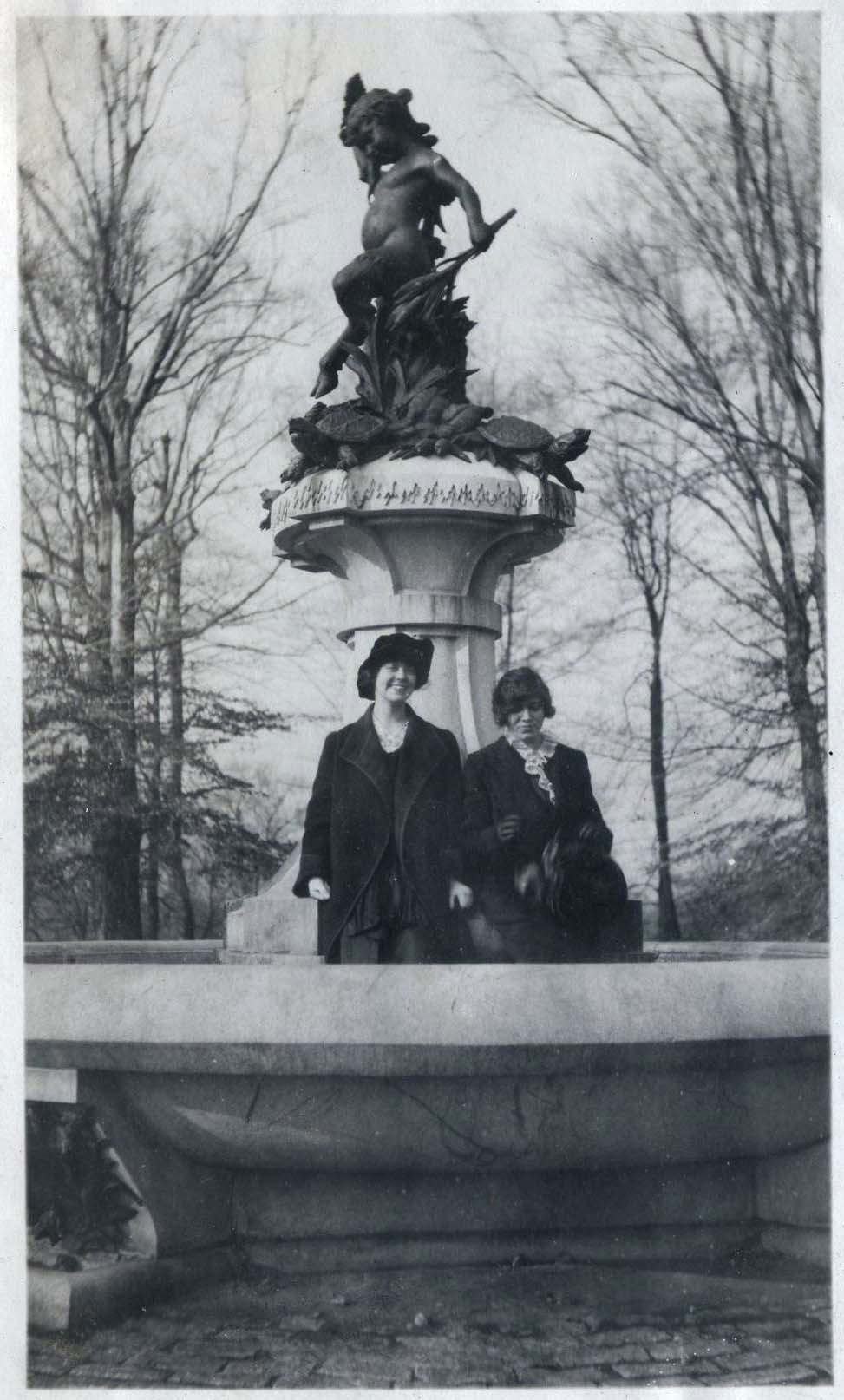
Fuente Hogan c. 1915